# Erie nyelv
Az erie nyelv feltehetően egy irokéz nyelv volt, amelyet az erie nép beszélt, hasonlíthatott a wyandot nyelvhez. Kevéssé dokumentálták, z európaiak és az erie-k között kevés kapcsolat alakult ki, a franciák és a hollandok békésen, míg az angolok többnyire ellenségesen viselkedtek velük.
Az Erie és Eriez nevek az Erielhonan rövidített formái, ami „hosszú farkat” jelent, és a pumákra utal (angolul a párduc szót is használják az állatokra). Az Erie-ket „macskaembereknek” nevezték (franciául Nation du Chat; Hodge 1910, Swanton. 
Legalább egy jövevényszó került az erie nyelvből az angolba: Chautauqua, egy bizonytalan meghatározású/fordítású szó.
Az erie egy népes, letelepedett, irokéz nyelvű törzs volt. A 17. században az erie-k az Erie-tótól délre (a tó a törzsről kapta a nevét), valószínűleg az Ohio folyóig, keletre pedig a Conestoga földjéig terjedő területet foglaltak el az Allegheny folyó keleti vízgyűjtő területének mentén. Nyelvükről úgy gondolták, hasonlított az irokéz népként ismert huronok (wyandot) nyelvére.

## Etimológia
Erie (huron nyelven: yěñresh, 'hosszúfarkú', a keleti pumára utalva; Tuscarora, kěn'räks, 'oroszlán', innen származhatnak az Eri'e és Riqué, "a párduc helyén" helyhatározók. A területre érkező jezsuita szerzetesek Erieehronon, Eriechronon és Riquéronon néven nevezték ezt a törzset, mindhárom megnevezés azt jelenti: a párduc népe. Valószínű, hogy az irokézek a pumára a vadmacskára, vagy más macskafélére eredetileg ugyanazzal az általános névvel utaltak, és a kifejezés a puma vagy a párduc neveként maradt fenn.

## Szavak fordítása
- Erielhonan (hosszú farok)
- Ronnongwetonwanca (Sok szerencsét)
- Kahqua/Kahkwa (talán a név, ahogyan a nép önmagát nevezte)
- Gùkulëáwo (farkas)
- Chautauqua (középen megkötött táska) vagy (két mokaszin összekötve)

## Fordítás
Ez a szócikk részben vagy egészben  az   Erie language című angol Wikipédia-szócikk ezen változatának fordításán alapul.  Az eredeti cikk szerkesztőit annak laptörténete sorolja fel. Ez a jelzés csupán a megfogalmazás eredetét és a szerzői jogokat jelzi, nem szolgál a cikkben szereplő információk forrásmegjelöléseként.